# 基卡普鎮區 (堪薩斯州萊文沃思縣)
基卡普鎮區（英語：Kickapoo Township）為美國堪薩斯州萊文沃思縣轄下的鎮區。2010年美国人口普查中該鎮區人口有1,770人。

## 歷史
鎮區名稱以基卡普人來命名。

## 地理
基卡普鎮區涵蓋總面積為117.32平方（45.30平方英里），其中114.25平方（44.11平方英里）為陸地，3.06平方（1.18平方英里）或2.61%為水域。海拔高度280（920英尺）。

## 人口統計
根據2010年美國人口普查，基卡普鎮區人口有1,770人，住房721戶，人口密度為15.09人/每平方公里。此鎮區居民之種族中，白人有1,696人，非裔美國人有12人，美洲原住民有1人，亞裔美國人有20人，太平洋島裔美國人有1人，其他種族有4人，混血種族則有36人。此外此鎮區有26人為西班牙裔或拉丁裔美國人。

## 交通

### 主要公路
- 73號美國國道
- 192號堪薩斯州州道